# Radziejów
Radziejów (germană Rädichau) este un oraș în Polonia.